# Dreams (Computerspiel)
Dreams ist ein vom britischen Entwicklerstudio Media Molecule exklusiv für die PlayStation 4 entwickeltes Sandbox-Spiel. Das Projekt wurde erstmals auf der Fachmesse Electronic Entertainment Expo 2015 in Los Angeles vorgestellt und ist weltweit am 14. Februar 2020 erschienen. Der Herausgeber ist Sony Interactive Entertainment.
Es handelt sich dabei um ein Videospiel, welches den Fokus vollständig auf User-generated content setzt. Die Umgebungen und Herausforderungen werden von den Spielern selber kreiert und erstellte Level können mit anderen Mitgliedern der Online-Community geteilt werden. Dreams wurde im August 2019 auf der Fachmesse Gamescom als bestes Spiel mit dem „Best of Gamescom Award 2019“ ausgezeichnet.

## Spielprinzip
Der Spieler kontrolliert mittels DualShock-4-Controller oder Move-Controller eine „imp“ genannte Spielfigur. Diese fungierte als Cursor, mit der sich Objekte im Spiel greifen, ziehen, anordnen und anderweitig manipulieren lassen. Das Aussehen des imp lässt sich individuell anpassen und über eine Eingabe mittels Touchpad ist es möglich, der Figur zusätzlich eine Emotion zuzuweisen, was sich auf den weiteren Spielverlauf auswirkt. Die einzelnen Level des Spiels sind in Segmenten, den Dreams aufgeteilt. Mit dem imp können Charaktere innerhalb dieser Abschnitte übernommen und gesteuert werden. Herausforderungen in Form von Puzzles und Umgebungsrätsel, werden dann mit Hilfe der Fähigkeiten des imp sowie der jeweils zusätzlich in Besitz genommenen Charaktere gemeistert. In den Abschnitten eingesammelte Gegenstände, werden zur weiteren Bearbeitung und Beeinflussung der Spielumgebungen eingesetzt. Einen großen Wert legen die Entwickler auf den Einsatz von Kreativität und somit der Möglichkeit, selber Level zu erstellen und diese online anderen Besitzern des Spiels zur Verfügung zu stellen. Neben dem Einzelspieler-Modus, verfügt Dreams auch über einen kooperativen Mehrspieler-Modus, bei dem zwei Spieler bei der Erschaffung und dem Meistern von Spielabschnitten zusammen arbeiten. Neben der freien Entfaltung bei der Erschaffung von neuen Segmenten gibt es ebenfalls einen Story-Modus, bei dem der Spieler vorgefertigte Level präsentiert bekommt und so die Handhabung erlernen kann.

### Spielmodus
In Dreams stehen dem Spieler vier unterschiedliche Spielmodi zur Verfügung:
- Traumsurfen (Dream Surfing)
Der Hauptmodus von Dreams, in dem erstellte Spiele der Entwickler und der Community ausprobiert werden können.
- Community Jam
In diesem Bereich findet der Spieler wöchentlich wechselnd Projekte zu einem bestimmten Thema und kann auch eigene Kreationen hinzufügen. Die besten Projekte werden von der Community bewertet und erhalten Auszeichnungen.
- Traumformung (Dream Shaping)
Hier kann der Anwender eigene Spiele, Musikvideos oder andere Projekte erstellen und der Community öffentlich zur Verfügung stellen. Der Einstieg in die kreativen Prozesse wird durch zahlreiche Tutorials und Werkzeuge unterstützt.
- Heimatbereich (Homespace Editor)
Dabei handelt es sich um eine interaktive Lobby, dem persönlichen Bereich der Spieler. Dieser lässt sich an die individuellen Vorlieben anpassen und ist sozusagen die Visitenkarte eines Spielers.

## Entwicklung
Das Softwarestudio Media Molecule benennt die Eckpfeiler der Entwicklung von Dreams mit dem Motto „play, create, share“, was so viel wie ‚spielen, erschaffen, teilen‘ bedeutet. Ein Prinzip, welches bereits bei anderen Projekten des Studios, wie LittleBigPlanet oder Tearaway, Anwendung gefunden hat. In einem Interview erklärt der technische Direktor David Smith, dass die Förderung der Kreativität im Vordergrund steht und dem Spieler alle Möglichkeiten gegeben werden sollen, frei eine individuelle Spielwelt erschaffen und diese auch mit der Community teilen zu können. Dabei wurde besonders auf die einfache Handhabung wert gelegt, die laut Smith so intuitiv wie das Anfertigen von Skizzen sein soll.

## IMPY-Awards
Während des Early-Access-Zeitraums auf der PlayStation 4 vom 16. April bis zum 9. Dezember 2019 konnten Spieler bereits eine nicht finale Version von Dreams herunterladen und eigene Projekte erstellen. In dieser Zeit sind zahlreiche Kreationen entstanden, die zeigen, wie mächtig die Werkzeuge sind, die der Kreativ-Baukasten den Spielern zur Verfügung stellt. Am 26. Januar 2020 wurden die besten bisher erschaffenen Werke im Rahmen des IMPY-Awards von den Entwicklern und der Community ausgezeichnet. Die Preisverleihung wurde Live auf dem Streaming-Portal Twitch übertragen und soll jedes Jahr stattfinden.

### Die Gewinner der IMPY-Awards 2020
Folgende Dreams-Kreationen und ihre Schöpfer wurden ausgezeichnet: 
| Kategorie                                           | Nominierungen | Gewinner                                                         |
| --------------------------------------------------- | --- | ---------------------------------------------------------------- |
| Traum des Jahres                                    | Topher Thebes and the Enchanted Crystal by Verbal Creative Wind-Up by Fireburn02 Mimeo Prophecy by raz0rbackzwei Ruckus – Morishiro1935 Pig Detective: Adventures in Cowboy Town – SdeReu & Lotte_Double Pip Gemwalker – ManChickenTurtle Opposite Day 2: Regular Day – MrCaseyJones | Pig Detective: Adventures in Cowboy Town – SdeReu & Lotte_Double |
| Hilfreichster Träumer                               | TapGiles JimmyJules153 LadyLexUK NeonTheCoder Lucid_Stew | NeonTheCoder                                                     |
| Bester Kurator                                      | The_Tenia Pookachu GribbleGrunger DiamondDiancie LadyLexUK | The_Tenia                                                        |
| Community-Star                                      | Project Genesis TAPGiles LadyLexUK oooDorienooo KeldBJones | Project Genesis                                                  |
| Am meisten verbesserter Schöpfer                    | SkinnyChad SdeReu & Lotte_Double Appolonius MAC-SEVENTEEN Keduko | SdeReu & Lotte_Double                                            |
| Beste Optik                                         | Wolf Woods by Shandyboy1975 Beach by Patekkah Outpost 60 by BrianTaylor60 Paintings by OTTOposte1 Pip Gemwalker by ManChickenTurtle | Outpost 60 by BrianTaylor60                                      |
| Beste Synchronstimmen                               | KeldBJones – Sheriff Dog in Pig Detective 2 CaseyJones – Opposite Day 5 Bella_Iris – Computer Voices Collection ReddishBoat – Pig Detective Halloween Special Awesome_David – Witchy Woods                                                                                           | KeldBJones – Sheriff Dog in Pig Detective 2                      |
| Bester Charakter                                    | Ruckus by Morishiro1935 Anastasia the Messenger Mage by Morning-Nya Roger Whitebeard by PuddyDoke Frederic the Fox – CodiBear8383 Bo by Byvsen | Frederic the Fox – CodiBear8383                                  |
| Lieblingsstreamer                                   | KeldBJones Aecert Project Genesis Inelious | Project Genesis                                                  |
| Der „Awww-ard“                                      | Color with Crayons – MarmiteForMe The Reach by Ryan47 Fuzzy and Snowflake – Grumpypickles5 Duet – Byvsen Rainbow Coast – DigitalThing | Color with Crayons – MarmiteForMe                                |
| Die witzigste Schöpfung                             | Witchy Woods – Awesome_David Opposite Day 2 – MrCaseyJones Dating Friendbot: The Survival Horror Experience – Frostadoodle The Classical Order – sdcxsfd Pig Detective: A Little Trouble in Little Cologne – Sde_Reu + Lotte Double                                                  | Witchy Woods – Awesome_David                                     |
| Bester Song                                         | PG x JD – Spravade – PGray_Official Bees in the Boathouse – JayYoder & AyeWilder Riviera Daylight – Mandelbo Matte. – DisarmedX You and I, All Night by MaJiCkAL0ne | Riviera Daylight – Mandelbo                                      |
| Beste Skulptur                                      | Dragon Showcase by Gauffreman It’s A Sunset Lookout – itsDIG Captain William Stone by MAC-Seventeen The Snaggs Head by MadGFX_Snaggs The Collector 2 by ryan47 | The Collector 2 by ryan47                                        |
| Beste Animation                                     | Duet by Byvsen Seventh Doll Machina by BukkoroChan Topher Thebes and the Enchanted Crystal by VerbalCreative Radical by TheOneironaut Fuzzy and Snowflake by Grumpypickles5 | Duet by Byvsen                                                   |
| Schöpfer des Jahres                                 | DisarmedX SdeReu + Lotte-Double SlurmMacKenzie MrCaseyJones DiamondDiancie10 | SlurmMacKenzie                                                   |
| Bestes Gameplay                                     | Deepest Dungeons RPG – Daniel-Hamster Divide by Deimatic Cubric by the_burgervan Art Therapy – KeldBJones Scavenger – Robinabcstu | Cubric by the_burgervan                                          |
| Beste Erzählung                                     | The Starbrushed Peak by Mandelbo Trace of Time by FeyzPS Pig Detective 2 by SdeReu & Lotte_Double Mimeo Prophecy by raz0rbackzwei Day by Day by GentlemanTom | Mimeo Prophecy by raz0rbackzwei                                  |
| Geheimtipp-Traum                                    | Chrono Shot: Infinite – RadishLord Tactics 100 – Aecert Zdex – Temple of Flies Part 1&2 – ZakYeL Do Robots Dream of Electric Imps – SlurmMacKenzie Fin – Fleckromancer | Do Robots Dream of Electric Imps – SlurmMacKenzie                |
| Bestes Sounddesign                                  | The ornithologists private collection by Mattizzle1 Turbulence by sanderobros The Backrooms – Syntronic_ Great Job, Human – the__burgervan Pig Detective 2 by Sde_Reu + Lotte_Double                                                                                                 | Great Job, Human – the__burgervan                                |
| Der Schade-dass-das-nicht-mir-eingefallen-ist-Preis | Player Piano Player – Enigma_0123 Functioning Move Violin – TannicAlloy The Gate – ruolbu Alex’s Nightmare – SlurmMacKenzie Living Clock Screensaver – Agarwel | Player Piano Player – Enigma_0123                                |
| Geheimtipp-Schöpfer                                 | The_Tenia Chellssey Appolonius ORD6 Mattizzle1 | ORD6                                                             |

## Rezeption
Dreams hat durchgehend sehr gute Bewertungen erhalten.